# Umudalılar
Umudalılar è un comune dell'Azerbaigian situato nel distretto di Bərdə. Conta una popolazione di 96 abitanti.